# 二亚乙基三胺
二亚乙基三胺（简称DETA，又称二乙烯三胺、二(2-氨基乙基)胺、2,2'-氨亚基二(乙胺)）是一种有机化合物，化学式为HN(CH2CH2NH2)2。这种无色吸湿液体可溶于水和极性有机溶剂，但不溶于低级碳氢化合物。二乙烯三胺是二甘醇的结构类似物。它的化学性质与乙二胺相似，用途也相像。它是弱碱，水溶液呈碱性。DETA是从1,2-二氯乙烷生产乙二胺的副产品。

## 反应和用途
在环氧粘合剂和其他热固性材料中，二乙烯三胺是环氧树脂的常用固化剂。它与环氧基团反应时会被N-烷基化，形成交叉链接。

三胺固化环氧胶的结构。树脂的环氧基团都与固化剂发生反应。所得交叉链接很多的材料含有许多OH基团，使其更加粘合。

在配位化学中，它可用作三齿配体，形成配合物，如Co(dien)(NO2)3。
它与一些有关的胺一样，在石油工业中用于提取酸性气体。
DETA与乙二胺一样，也可用于敏化硝基甲烷，制成类似于PLX的液态炸药。
DETA已经过美國海軍研究辦公室的评估，用于研发中的反地雷系统（Countermine System）。它可以引爆并消耗海滩和碎波带上堆积的地雷。